# Pero Antić
Pero Antić (in macedone Перо Антиќ?; Skopje, 29 luglio 1982) è un ex cestista e dirigente sportivo macedone.

## Carriera

### Europa
Esordisce nel campionato macedone con il KK Rabotnički, nel 1999, e due anni dopo è già abbastanza conosciuto e apprezzato da vanire chiamato dall'AEK Atene. Rimane nella squadra greca fino al 2005, periodo coronato dal primo campionato vinto dalla squadra in 32 anni di attività. Successivamente milita in diverse squadre dell'Europa dell'est.
Le sue qualità tecniche e agonistiche lo portano, nel 2011, nella rosa dell'Olympiakos, una delle due squadre greche (oltre al Panathinaikos) ai massimi vertici della pallacanestro europea. In due anni la squadra del Pireo, capitanata da Vasilīs Spanoulīs, entra nella storia vincendo due edizioni consecutive dell'Eurolega (2011-12 e 2012-13), conquistando entrambe le finali grazie a rimonte sorprendenti nel finale di gara. Nel 2012 vincono inoltre il campionato greco, interrompendo la striscia di titoli dei rivali del Panathinaikos (sconfitti 3-2 nella serie di finale) che durava ininterrotta dal 2003.

### NBA
Il 25 luglio 2013 inizia la sua prima esperienza nella NBA, firmando un contratto con gli Atlanta Hawks della durata di un anno con opzione sul secondo.
L'8 aprile 2015 viene arrestato, insieme al compagno di squadra Thabo Sefolosha, per aver fatto ostruzione mentre la polizia tentava di delimitare il luogo dove poco prima era stato accoltellato in seguito ad una rissa il giocatore degli Indiana Pacers Chris Copeland. Durante la stessa giornata viene rilasciato su cauzione.

### Di nuovo Europa
Il 30 giugno 2015 firma un contratto biennale con opzione per il terzo anno con il Fenerbahçe.
Nella prima stagione vince la Coppa di Turchia, e raggiunge la finale di Eurolega perdendola. L'anno successivo arriva invece la vittoria nella maggiore competizione Europea, battendo in finale la sua ex squadra, l'Olympiakos.
L'11 settembre 2017 firma un contratto stagionale con la Stella Rossa di Belgrado.

### Nazionale
Antić è stato anche uno dei giocatori di punta della nazionale macedone. Agli Europei del 2011 la Macedonia, partendo come una delle squadre meno in vista, riuscì ad ottenere uno storico quarto posto, sconfiggendo nei quarti di finale una nazionale molto più accreditata come la Lituania (squadra ospitante del torneo) e arrendendosi in semifinale solo alla Spagna, che poco dopo si sarebbe confermata squadra campione.

## Statistiche

### NBA

#### Regular Season
| Anno      | Squadra       | PG  | PT | MP   | TC%  | 3P%  | TL%  | RP  | AP  | PRP | SP  | PP  |
| --------- | ------------- | --- | -- | ---- | ---- | ---- | ---- | --- | --- | --- | --- | --- |
| 2013-2014 | Atlanta Hawks | 50  | 26 | 18,5 | 41,8 | 32,7 | 75,8 | 4,2 | 1,2 | 0,4 | 0,2 | 7,0 |
| 2014-2015 | Atlanta Hawks | 63  | 3  | 16,5 | 36,5 | 30,1 | 71,5 | 3,0 | 0,8 | 0,3 | 0,2 | 5,7 |
| Carriera  | Carriera      | 113 | 29 | 17,4 | 39,2 | 31,4 | 73,0 | 3,5 | 0,9 | 0,3 | 0,2 | 6,3 |

#### Playoffs
| Anno     | Squadra       | PG | PT | MP   | TC%  | 3P%  | TL%  | RP  | AP  | PRP | SP  | PP  |
| -------- | ------------- | -- | -- | ---- | ---- | ---- | ---- | --- | --- | --- | --- | --- |
| 2014     | Atlanta Hawks | 7  | 7  | 24,3 | 16,7 | 12,0 | 62,5 | 3,9 | 0,7 | 0,7 | 0,4 | 3,1 |
| 2015     | Atlanta Hawks | 15 | 1  | 13,3 | 32,0 | 34,4 | 80,0 | 2,9 | 0,3 | 0,1 | 0,2 | 4,2 |
| Carriera | Carriera      | 22 | 8  | 16,8 | 25,0 | 24,6 | 75,8 | 3,2 | 0,4 | 0,3 | 0,3 | 3,9 |

### Eurolega
| Anno       | Squadra      | PG  | PT | MP   | TC%  | 3P%  | TL%  | RP  | AP  | PRP | SP  | PP  |
| ---------- | ------------ | --- | -- | ---- | ---- | ---- | ---- | --- | --- | --- | --- | --- |
| 2001-2002  | AEK Atene    | 7   | 1  | 4,6  | 50,0 | 0,0  | -    | 1,1 | 0,1 | 0,1 | 0,0 | 0,9 |
| 2002-2003  | AEK Atene    | 12  | 3  | 15,0 | 39,5 | 29,4 | 60,0 | 2,5 | 1,1 | 0,3 | 0,2 | 4,2 |
| 2003-2004  | AEK Atene    | 3   | 0  | 7,3  | 33,3 | 25,0 | 0,0  | 1,7 | 0,0 | 0,3 | 0,3 | 2,3 |
| 2004-2005  | AEK Atene    | 15  | 0  | 11,5 | 39,3 | 33,3 | 59,3 | 2,9 | 0,5 | 0,3 | 0,4 | 4,6 |
| 2011-2012† | Olympiakos   | 22  | 18 | 18,7 | 35,0 | 25,0 | 77,2 | 4,3 | 0,8 | 0,5 | 0,3 | 7,2 |
| 2012-2013† | Olympiakos   | 31  | 4  | 18,1 | 35,4 | 26,1 | 65,9 | 3,5 | 0,7 | 0,4 | 0,2 | 6,0 |
| 2015-2016  | Fenerbahçe   | 23  | 10 | 21,1 | 38,8 | 37,3 | 76,9 | 4,3 | 0,7 | 0,2 | 0,0 | 8,0 |
| 2016-2017† | Fenerbahçe   | 31  | 11 | 13,6 | 33,3 | 33,8 | 74,4 | 2,4 | 0,6 | 0,4 | 0,1 | 4,2 |
| 2017-2018  | Stella Rossa | 18  | 2  | 18,2 | 31,7 | 27,4 | 77,1 | 3,4 | 1,1 | 0,7 | 0,1 | 6,2 |
| Carriera   | Carriera     | 162 | 49 | 16,1 | 35,7 | 29,9 | 71,6 | 3,3 | 0,7 | 0,4 | 0,2 | 5,6 |

## Palmarès

### Squadra
- Campionato greco: 1

Olympiakos: 2011-12
- Campionato turco: 2

Fenerbahçe: 2015-16, 2016-17
- Campionato serbo: 1

Stella Rossa Belgrado: 2017-18
- Coppa di Turchia: 1

Fenerbahçe: 2016
- Coppa del Presidente: 1

Fenerbahçe: 2016
- Coppa di Serbia e Montenegro: 1

Stella Rossa Belgrado: 2006
- Coppa di Bulgaria: 1

Academic Sofia: 2008
- Coppa di Russia: 1

Spartak San Pietroburgo: 2010-11
- Eurolega: 3

Olympiakos: 2011-12, 2012-13
Fenerbahçe: 2016-17

### Individuale
- MVP Coppa di Russia: 1

Spartak San Pietroburgo: 2010-11